# Emboscada (Paraguai)
Emboscada é uma distrito do Paraguai, localizado no departamento de Cordillera.
A cidade foi fundada em 1740 e povoada por negros e mulatos livres, por Rafael de la Moneda, para ajudar a conter os ataques dos guaicurus.

## Transporte
O município de Emboscada é servido pelas seguintes rodovias:
- Caminho em pavimento ligando a cidade ao município de Nueva Colombia
- Ruta 03, que liga a cidade de Assunção ao município de Bella Vista Norte (Departamento de Amambay).[2][3][4]